# Martinus Harmsen
Martinus Harmsen, bijnaam Hampie, (Warnsveld, 15 april 1884 - Amsterdam, 11 januari 1965) was een Nederlands kweker en politicus namens bloemisten.
Hij was de zoon van Gerrit Jan Harmsen en Jacoba van Zadelhoff. Op 20 oktober 1910 trouwde hij met Apolonia Rinkel; uit dat huwelijk werd Mien Harmsen geboren. Nadat Rinkel in 1964 was overleden, hertrouwde hij met Arentje van Wieringen. Hij werd begraven op De Nieuwe Ooster.
Harmsen werd geboren in het gebouw annex boerencafé De Groene Jager. Hij werd op zijn zesde wees en werd verder opgevoed door ooms en tantes. Hij kreeg uiteindelijk de mogelijkheid om te studeren aan de Middelbare tuinbouwschool Wageningen. Na dat afgerond te hebben ging hij werken in achtereenvolgend Zutphen (bloemisterij), Trier (kwekerij), Gent (azaleakwekerij), Versailles (potplanten) en Golfe-Juan (snijbloemen). Hij streek als kweker in Aalsmeer. In 1912 was hij een van de oprichters van de Coöperatieve Vereeniging Centrale Aalsmeersche Veiling in Aalsmeer, dat in de loop der jaren zou uitgroeien tot Royal FloraHolland. Hij bekleedde de functie van voorzitter, wat werd vastgelegd in een gedenksteen ter gelegenheid van het 25-jarig jubileum van de CAV in 1937. Zelf was hij gespecialiseerd in het kweken van seringen en snijbloemen aan de Uiterweg. Hij speelde een rol bij het verbeteren van de levensomstandigheden van bloemenkwekers.
Harmsen werd in 1921 lid van de Sociaal-Democratische partij (SDP). Vanuit diverse boerencomités waar hij leiding aan gaf en door bezoeken aan de Sovjet-Unie ontstond tijdens de Tweede Wereldoorlog het idee om een illegale boerenkrant te starten. Samen met Cor Borst begon hij De Nieuwe Koers. Deze activiteiten leidden ertoe dat hij minstens tweemaal werd opgepakt en in 1945 werd vastgezet in het Huis van Bewaring I aan de Weteringschans, waar hij op 6 mei 1945 werd vrijgelaten. Na de oorlog was hij enige tijd gedeputeerde voor de CPN in de Provinciale Staten van Noord-Holland, nadat hij eerder al in 1939/1940 dezelfde functie had bekleed (in 1940 verliet hij de provincie).
In 1964 werd hij tijdens een communistische bijeenkomst in Felix Meritis, dat destijds onderdak bood aan de partij en de partijkrant, omschreven als een partijveteraan. 